# Galten (Dänemark)
Galten ist eine dänische Gemeinde im mittleren Ost-Jütland (Region Midtjylland; deutsch: Region Mitteljütland). Sie hat 9177 Einwohner (Stand 1. Januar 2023) und liegt etwa 17 km westlich von Aarhus. Im Rahmen einer weiteren Strukturreform schlossen sich am 1. Januar 2007 die Gemeinden Galten, Hørning und Ry mit Skanderborg zusammen. Das Gesamtgebiet der neuen Skanderborg Kommune umfasst 436,1 km².
Die Galter Kirche wurde im Jahr 1884 erbaut.
Galten ist seit 1986 Partnerstadt zur niedersächsischen Stadt Sulingen im Landkreis Diepholz.

## Persönlichkeiten
- Asbjørn Hellemose (* 1999), Radrennfahrer
- Jacob Andersen (* 2004), Fußballspieler